# Джалка (река)
Джалка (чечен. Жалкх, в верхнем течении Басс) — река в Чеченской Республике, правый приток реки Сунжи. Протекает по территории Шалинского и Гудермесского районов.
Длина реки 77 км, площадь водосборного бассейна — 550 км². Через реку проходит железнодорожный мост, дорога по которому ведёт в город Гудермес.
Населённые пункты на реке: Шали, Герменчук, Мескер-Юрт и Джалка.
Высота истока — 1918 м над уровнем моря. Высота устья — 71 м над уровнем моря. Уклон реки — 24 м/км.

## История
Согласно А. М. Попову в историко-топографическом очерке Ичкерия: река получила свое название от Басса основателя аула Бассын-берды, в Чечне, бывшего при входе в Бассовское ущелье, но в 1859 году расселённого по аулам.
В 1850 году связи с устройством ук. Тепли-Кичу, все аулы находившиеся на Аргуне: Балой, Ихан-Кичу, Каж, Муцуру-Ирзу, Гачалой, Генджабей, Дышни, Шах-Мурза, Гурдали, Азорса, Сатабай и Булык переселились на эту реку. Следовательно, все тогдашнее население Джалки простиралось на 800 дворов. На Джалке находился также известный по своей величине и богатству аул Герменчук, уничтоженный в 1841 году и опять заселенный на том же месте из 600 дворов.

## Галерея

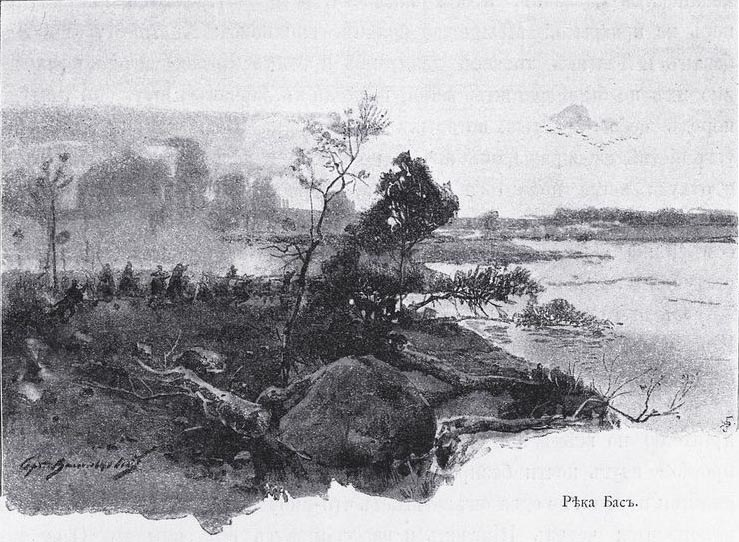
Река Басс картина XIX век
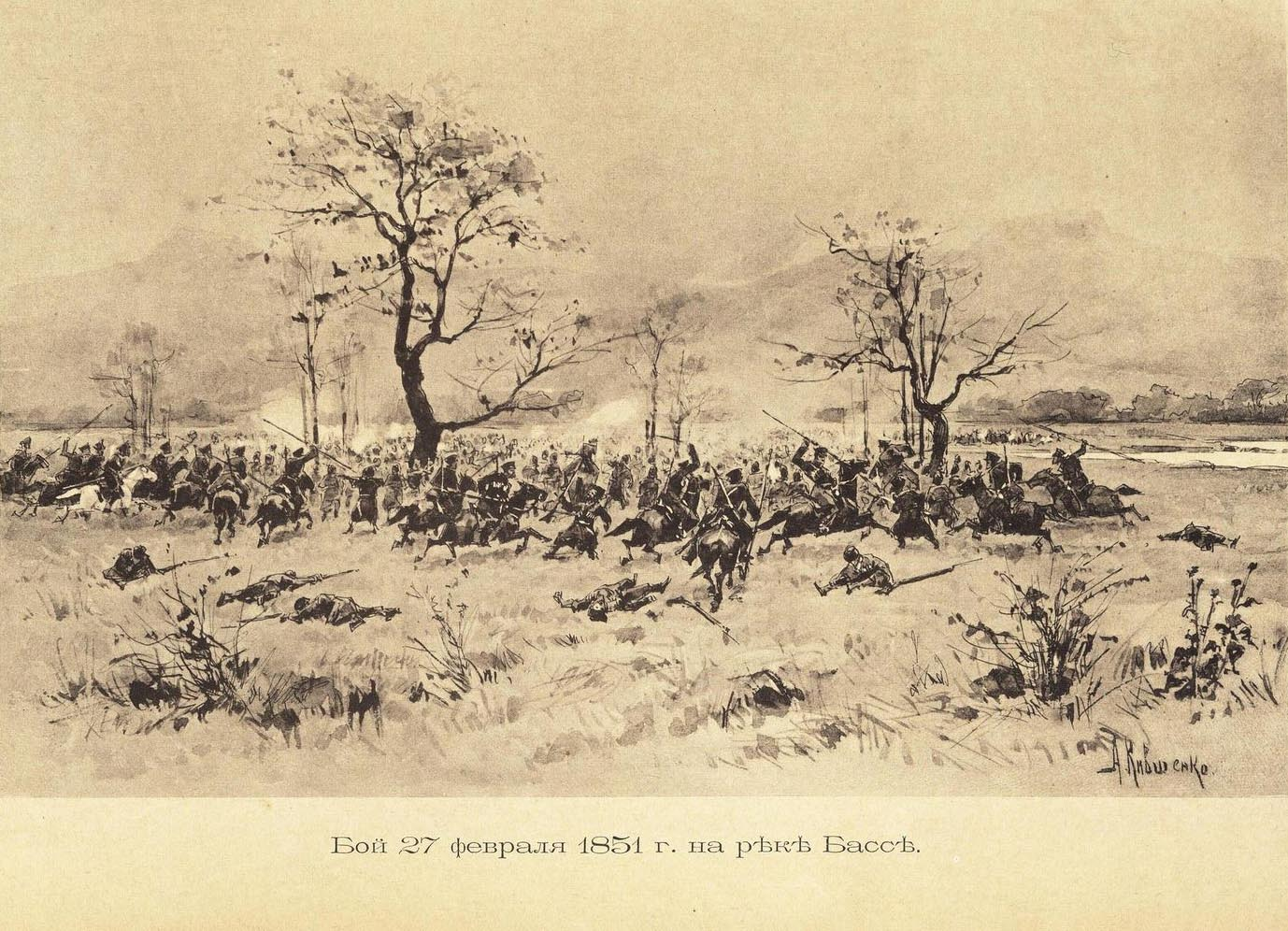
Бой 27 февраля 1851 г. на реке Басс
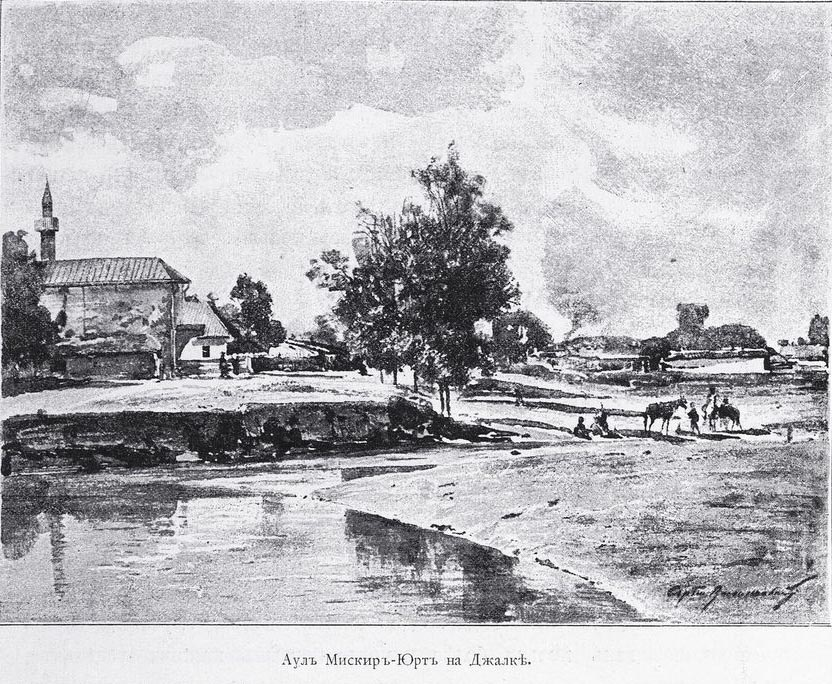
Аул Мескер-Юрт на реке Джалке
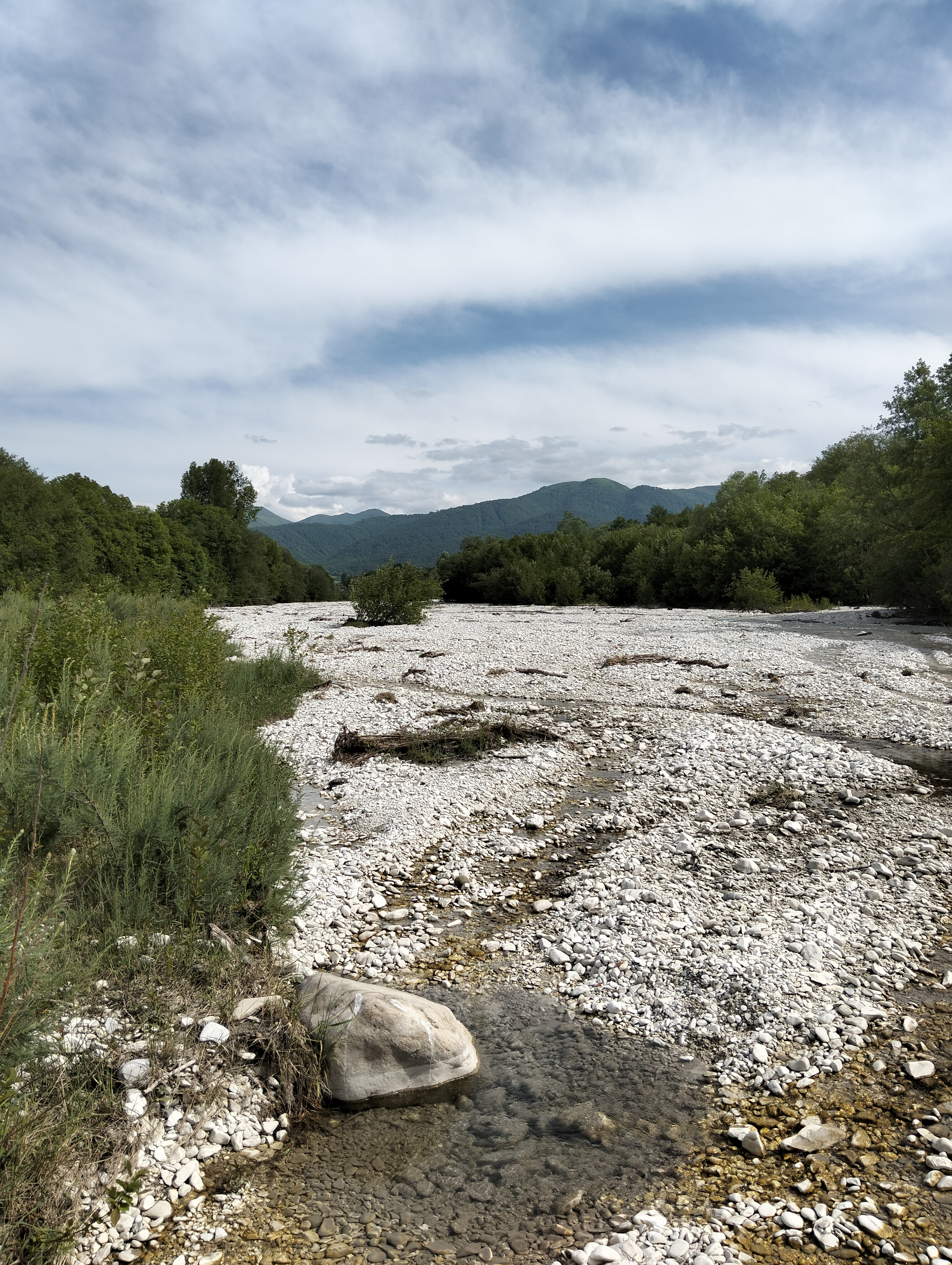
Басс окрестности села Тевзана